# Baru (Hunedoara)
Pour l’article homonyme, voir Baru.
Baru (en hongrois : Nagybár, en allemand : Groß-Elephant) est une commune du Județ de Hunedoara en Transylvanie, (Roumanie).